# St. George's Hospital Medical School
La St George Hospital Medical School è una scuola di medicina di Londra, situata a Tooting nella South London. È uno dei college affiliati all'Università di Londra. St George risale al 1733, ed è stata la seconda istituzione accademica in ordine di tempo a fornire corsi di formazione medica in Inghilterra dopo l'Università di Oxford. St George si affiliò con l'Università di Londra immediatamente dopo la fondazione di quest'ultima, nel 1836.
St George opera in stretta collaborazione con il St George's Hospital, con il quale è membro del gruppo dei cosiddetti United Hospitals, che riunisce le scuole di medicina londinesi.